# Иванов, Пётр Андреевич (генерал)
Пётр Андреевич Иванов (ум. 27 августа [8 сентября] 1888) — русский военный инженер, генерал-лейтенант (1885) Русской императорской армии, автор одного из первых исследований по истории кавалерийский войск России.

## Биография
Пётр Андреевич Иванов окончил в 1842 году курс Главного (Николаевского) инженерного училища с производством в прапорщики, в 1844 году он закончил офицерские классы того же училища и был выпущен на службу в Инженерный корпус.
Прослужив три года в инженерном ведомстве П. А. Иванов был переведён в 1-й конно-пионерный дивизион, затем, командуя эскадроном, принимал участие в обороне Севастополя, впоследствии был переведён в Николаевское инженерное училище на должность преподавателя фортификации.
В 1867 году П. А. Иванов был назначен заведующим обмундировальной мастерской Киевского и Одесского военных округов. В 1872 году П. А. Иванов был назначен инспектором инженерных арсеналов и складов Главного инженерного управления и оставался на этой должности до своей смерти.
30 августа (11 сентября) 1873 года П. А. Иванов был произведён в генерал-майоры, а 15 (27) мая 1883 в генерал-лейтенанты.
Пётр Андреевич Иванов умер 27 августа (8 сентября) 1888 года. Был похоронен на Новодевичьем кладбище в Санкт-Петербурге.

### Историк кавалерии
Пётр Андреевич Иванов известен как автор обстоятельного исследования «Состав и устройство регулярной русской кавалерии от Петра Великого до наших дней» (1867). Советский военный историк и историограф Л. Г. Бескровный положительно отзывается о труде Иванова и отмечает что книга представляет интерес как «один из первых шагов в специальной разработке истории кавалерии».
В статье об Иванове в Русском биографическом словаре (повторенной в Военной энциклопедии Сытина) утверждается, со ссылкой на некролог опубликованный в газете «Русский инвалид», что П. А. Иванов также «напечатал несколько статей по военным вопросам». В самом некрологе, однако, информации о каких-либо произведениях П. А. Иванова (кроме вышеуказанного) отсутствует.

## Награды
- орден св. Станислава 2 ст. (1862)
- орден св. Анны 2 ст. (1868, императорская корона к ордену — 1870)
- орден св. Владимира 4 ст. (1872)
- орден св. Владимира 3 ст. (1876)
- орден св. Станислава 1 ст. (1878)
- орден св. Анны 1 ст. (1881)
- орден св. Владимира 2 ст. (1886)
- знак отличия беспорочной службы за 40 лет (1886)